# Марвълетс
Марвълетс (The Marvelettes) е девическа група, постигнала голяма популярност през ранните до средните 60-те години. Състои се от съученичките Гладис Хортън, Кетрин Ендерсън (сега Скефнър), Джорджиана Тилман (по-късно Гордън), Хуанита Кауарт (сега Кауърт Мотли) и Джорджия Добинс, която е заместена от Уанда Йънг (сега Роджърс) преди подписването на първата звукозаписна сделка. Те са първият голям успешен проект на Мотаун Рекърдс след Миракълс и първата девическа група със значителен успех след издаването на хит номер едно Please Mr. Postman от 1961 година. Той е един от първите сингли номер едно, записан от девическа вокална група, както и първият на творец, свързан с Мотаун.
Основани са през 1960 година, по времето, когато учредителите ѝ създават музика в Инкстърската гимназия в град Инкстър, Мичиган. През 1961 г. подписват с Тамла, лейбъл на Мотаун. Част от ранните хитове на групата са написани от членове на състава, а други - от изгряващите звезди - певци и автори на песни - като Смоуки Робинсън и Марвин Гей, последният свирещ на барабани на голяма част от ранните им записи. Въпреки ранните им постижения, те са засенчени по популярност от групи като Сюпримс, с които имат голяма вражда. Въпреки това, те успяват да се върнат на голямата сцена през 1966 г. с Don't Mess With Bill, последвано от други по-малки хитове. Те се борят с проблеми като лоша промоция от Мотаун, болести и психически сривове, като Кауърт е първата, напуснала през 1963 г., последвана от Джорджиана Тилман две години по-късно, и Гладис Хортън след още две. Групата спира изявите си през 1969 и след издаването на The Return Of The Marvelettes през 1970 г., в който се представя само Уанда Роджърс, групата се разформирова за постоянно, като Роджърс и Кетрин Ендерсън напускат музикалния бранш.
Групата получава няколко отличия, включително място в Залата на славата на вокалните групи и Награда за новаторство от фондация „Ритъм и блус“. През 2005 г. най-успешните записи на групата, Please Mr. Postman и Don't Mess With Bill, донасят сертификат за златен сингъл с милионни продажби от Асоциацията на звукозаписната индустрия в Америка. През 2012 г. Марвълетс са номинирани за включване през 2013 г. в Залата на славата на рокендрола.

## Дискография

### Албуми
- Please Mr. Postman (1961)
- The Marvelettes Sing (1962)
- Playboy (1962)
- The Marvelous Marvelettes (1963)
- The Marvelettes Recorded Live On Stage (1963)
- The Marvelettes Greatest Hits (1966)
- The Marvelettes (Pink Album) (1967)
- Sophisticated Soul (1968)
- In Full Bloom (1969)
- The Return of the Marvelettes (1970)
- The Marvelettes Anthology (1975)
- Best of The Marvelettes (1975)

### Сингли
- Please Mr. Postman (1961)
- Twistin' Postman (1961)
- Playboy (1962)
- Beechwood 4-5789 (1962)
- Someday, Someway (1962)
- Strange I Know (1962)
- Locking Up My Heart (1963)
- Forever (1963)
- My Daddy Knows Best (1963)
- As Long as I Know He's Mine (1963)
- Too Hurt to Cry, Too Much in Love to Say Goodbye (1963)
- He's a Good Guy (Yes He Is) (1964)
- You're My Remedy (1964)
- Too Many Fish in the Sea (1964)
- I'll Keep Holding On (1965)
- Danger! Heartbreak Dead Ahead (1965)
- Don't Mess with Bill (1966)
- You're the One (1966)
- The Hunter Gets Captured by the Game (1967)
- When You're Young and in Love (1967)
- My Baby Must Be a Magician (1968)
- Here I am Baby (1968)
- Destination: Anywhere (1968)
- What's Easy for Two Is So Hard for One(1968)
- I'm Gonna Hold On as Long as I Can (1969)
- That's How Heartaches Are Made (1969)
- Marionette (1970)
- A Breath-Taking Guy (1971)